# Bärenschützklamm

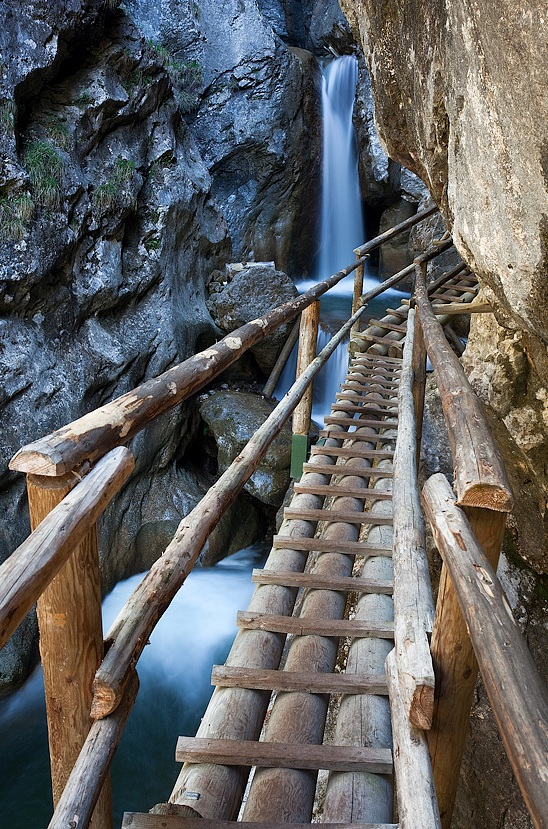
Leitern in der Klamm (2009)

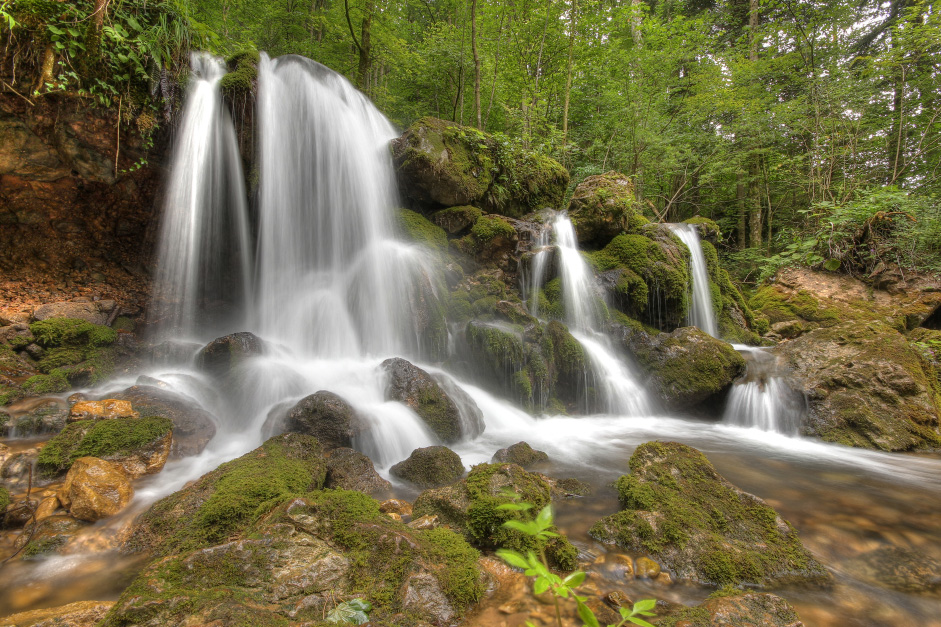
Wasserfall Bärenschützklamm

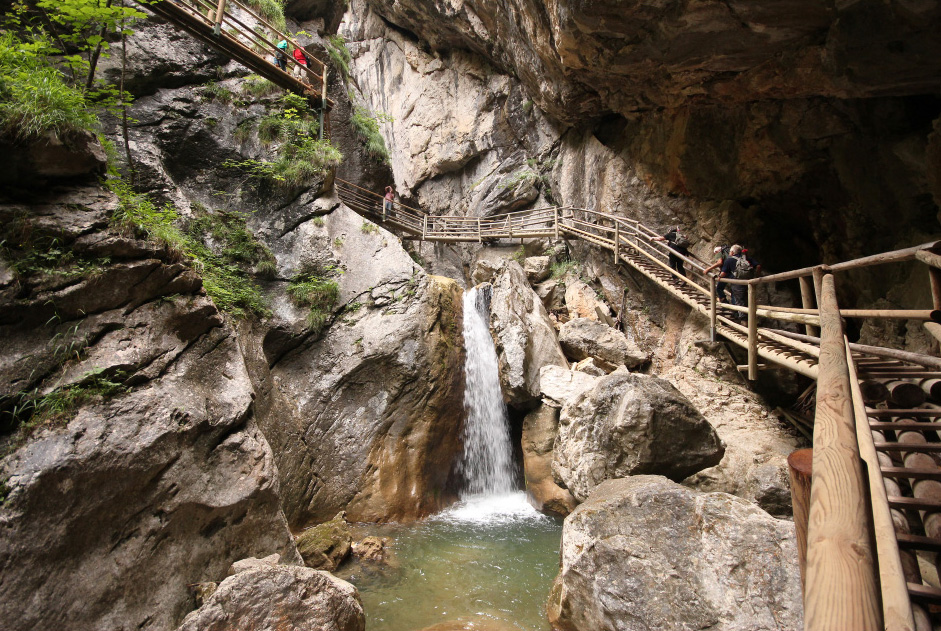
Bärenschützklamm (2011)

Die Bärenschützklamm im österreichischen Bundesland Steiermark ist eine Klamm mit bis zu 300 m hohen Kalkfelswänden. Sie liegt im Grazer Bergland im Gebiet der Gemeinde Pernegg an der Mur und wird vom Mixnitzbach durchflossen, der etwa südwestwärts von links der Mur zufließt. Sie wurde 1978 zum Naturdenkmal erklärt.
Die Klamm ist durch Stege und Leitern erschlossen. Nach einem Felssturz mit drei Toten war die Klamm von Juli 2020 bis September 2024 gesperrt.

## Etymologie
Der Name „Bärenschützklamm“ dürfte weder mit Bären, noch mit dem Wortstamm schütz- etwas zu tun haben. Es handelt sich vermutlich um eine Ableitung des urslawischen *pršica ([pər'ʃit͡sa], etwa prschitza, prschitz, Bedeutung ‚Spritzbach‘, vergleiche slowenisch prha ‚Dusche‘).

## Geschichte
Die Klamm wurde erstmals 1896 vom Grazer Alpen-Club durchstiegen, bei der Durchkletterung starb eine Person. Dieser eröffnete am 11. Mai 1902 die erste Steiganlage aus hölzernen Brücken und Leitern und begründete damit die Erschließung für den Fremdenverkehr. Seit dem Zusammenschluss mit dem Österreichischen Alpenverein (ÖAV) 1948 ist dieser für die Instandhaltung zuständig, 1955 wurde diese Aufgabe durch die Ortsgruppe Mixnitz wahrgenommen. 1978 wurde die Klamm zum Naturdenkmal (Listeneintrag) erklärt.
Die Klamm war mehrfach durch bauliche Maßnahmen bedroht. 1910 gab es Pläne für ein Wasserkraftwerk am unteren Ende der Klamm, 1930 versiegte der Mixnitzbach durch eine Speicheranlage auf der Teichalm.
Die Steiganlage wurde mehrfach durch Unwetter beschädigt: Erstmals 1906, vier Jahre nach der Eröffnung, nach schweren Schäden 1943 konnte die Klamm erst 1949 wiedereröffnet werden. 1986, 1997 und 2004 kam es ebenfalls zu erheblichen Schäden.

### Felssturz im Juli 2020
Am Mittwoch, 8. Juli 2020 mittags kam es zu einem Felssturz auf einen beliebten Fotografierstandpunkt in der Klamm. Dabei starben zwei Frauen und ein Mann, neun weitere Menschen wurden teilweise schwer verletzt. An der Bergung und Rettung wirkten 70–100 Kräfte samt Hubschrauber mit. Die Steiganlage wurde vom Bürgermeister bis auf Weiteres gesperrt. Die Ursache wurde untersucht.
Der Staatsanwalt stellte die Ermittlungen wegen Vorliegens eines „unabwendbaren Naturereignisses“ ein. Eine verletzte Wanderin aus Niederösterreich hat mit Stand Dezember 2021 einen Zivilprozess angestrengt, der mit Stand Dezember 2022 noch läuft.

#### Baumaßnahmen
Bereits kurz nach dem Steinschlag wurde eine Sanierung der Weganlagen und eine verbesserte Sicherung der Klamm geplant. Der Erhalter und Betreiber, die Alpenvereinssektion Mixnitz, entwickelte im Sommer 2021 anhand von Bekletterung und Drohnenfotoflügen ein Sicherheitskonzept mit Verlegung von Wegstücken und vier Schutzgittern oberhalb von Wegen in Absprache mit den Grundeigentümern und dem Landesgeologen. Nachdem das ursprüngliche Sanierungskonzept aus Naturschutzgründen abgelehnt worden war, stellte die Gemeinde Pernegg im Februar 2023 nach Überarbeitungen einen Baubescheid aus.
Letztlich wurden bis zu 60 Meter lange und vier Meter hohe Stahlnetze errichtet und 114 von 164 Brücken und Leitern erneuert. Während der Sperrung wurde ein weiterer Parkplatz in direkter Nähe der Brucker Schnellstraße errichtet, welcher den Durchzugsverkehr durch Mixnitz reduzieren soll.

#### Kosten und Dauer
Die Klamm wurde am 21. September 2024 im Rahmen eines Festakts wiedereröffnet und tags darauf für die Öffentlichkeit freigegeben. Die Wiederöffnung war ursprünglich für 2022 geplant und wurde mehrfach verschoben.
Von den über 1,7 Millionen Euro Kosten stammten 800.000 von der ÖAV-Sektion Mixnitz, 700.000 Euro aus Landesgeldern und der Rest aus Spenden. Durch die aufwändigen Arbeiten, den oftmals notwendigen Einsatz von Hubschraubern und schlechte Witterung unterlag die Sanierung mehreren Kostensteigerungen und Verschiebungen. 2021 wurden die Gesamtkosten auf 650.000 Euro, 2022 auf 800.000 Euro, 2023 auf eine Million Euro und im Juli 2024 auf 1,6 Millionen Euro geschätzt.

## Tourismus
Der Steig wird von der Sektion Mixnitz des österreichischen Alpenvereins instand gehalten. Die Anlagen werden repariert, Steine vom Weg entfernt und auch die Felswände kontrolliert. Normalerweise ist die Klamm von Mai bis einschließlich Oktober geöffnet, ein Betreten ist dabei täglich von 8.00–16.00 Uhr erlaubt.
Ab der Wiedereröffnung 2024 soll das Betreten der Klamm zwischen sechs und neun Euro kosten.

### Verkehrsanbindung
Ausgangspunkt einer Wanderung ist zumeist der Ort Mixnitz mit dem Bahnhof Mixnitz-Bärenschützklamm. Dieser liegt an der Südbahn und wird von den Regiobus-Linien 100 und 167 angefahren. Der Fußweg vom Bahnhof zum Klammeingang dauert etwa 1,5 Stunden. Durch Mixnitz führt zudem der Murradweg.
Die Parkplätze „Bärenschützklamm“ und „Naturwelten“ mit 200 bzw. 70 Plätzen liegen in direkter Nähe der Brucker Schnellstraße etwa 1,5 Stunden Fußweg vom Klammeingang entfernt, sie wurden nach dem Felssturz von 2020 errichtet. 40 teurere „Premium-Parkplätze“ befinden sich hinter Mixnitz etwa eine Stunde vom Klammeingang entfernt.
Durch die Klamm verläuft auch der Zentralalpenweg, ein österreichischer Weitwanderweg von Hainburg an der Donau (NÖ) nach Feldkirch in Vorarlberg.

### Besucherzahlen
Vor der Schließung wurde die Klamm jährlich von etwa 40.000 Personen besucht.
Der zeitweise massive Zustrom von Touristen mit Reisebussen wird kritisiert. Damit im Fall eines Unfalls Rettungskräfte jederzeit zügig Orte in der Klamm erreichen können, wurde 2019 angeregt, dass sich Busse anmelden sollten, um deren Ankunft zeitlich staffeln zu können.

### Touren
Vom Bahnhof Mixnitz-Bärenschützklamm der Südbahn im Ort Mixnitz, vorbei am Parkplatz, geht man etwa gut 1 Stunde den Lehrwanderweg, der Erzherzog Johann gewidmet ist, entlang von Schautafeln zur Hans-Kerl-Hütte mit der Kasse am Beginn der Steiganlage. Seit der Wiedereröffnung 2024 darf die Klamm nurmehr bergauf durchstiegen werden, der Rückweg erfolgt über den „Prügelweg“.
Für den Weg durch die gesamte Klamm benötigt man aufwärts etwa 1,5 Stunden Gehzeit, der Aufstieg dauert insgesamt somit 2,5 Stunden.